# X.com
X.com è stata una banca online fondata da Elon Musk e Greg Kouri nel 1999 e chiusa nel 2000, in seguito alla fusione con Confinity.
La nuova compagnia prese successivamente il nome di PayPal e ad oggi, dopo essere stata controllata da eBay fino al 2015, è una società indipendente molto nota nel settore finanziario.
Il 23 luglio 2023, il sito web viene reindirizzato a Twitter dopo che Musk ha deciso di ribattezzare il servizio di social network con il nome di X in seguito alla sua acquisizione.

## Modello di business
X.com è stata una delle prime banche online, con depositi erano assicurati dalla FDIC.

## Storia
La compagnia è stata inizialmente fondata nel novembre 1999 da Elon Musk e da Greg Kouri, che successivamente finanziò anche altre imprese di Elon Musk, tra cui Tesla e SpaceX.
X.com si fuse nel marzo del 2000 con Confinity Inc., un'azienda rivale che aveva sviluppato e lanciato nel 1999 PayPal, un prodotto che permetteva alle persone di scambiarsi denaro tramite un palmare a infrarossi. La nuova compagnia, sotto la guida di Musk che era stato nominato CEO poiché deteneva la quota di maggioranza, si occupò di sviluppare un servizio che consentiva alle persone di gestire e scambiare denaro anche tramite il web e le e-mail.
Il modello di business di Confinity Inc., incentrato su metodi di trasferimento di denaro semplici ed efficaci e software di sicurezza per dispositivi portatili, si stava dimostrando profittevole, tant'è che nell'ottobre del 2000 il servizio di internet banking venne completamente dismesso e Musk venne sostituito da Peter Thiel, il cofondatore di Confinity Inc. Nel giugno del 2001 X.com cambiò nome in PayPal e rapidamente si diffuse in molti paesi del mondo come uno dei più utilizzati metodi di pagamento online.
Il 5 giugno 2017 Musk ha ricomprato il dominio di X.com da PayPal, spiegando che il sito aveva assunto un grande valore sentimentale per lui. Il 14 giugno dello stesso anno X.com è stato rimesso online, con una pagina completamente bianca con una "x" in alto a sinistra e una pagina di errore personalizzata con aspetto uguale ma con scritto "y". Nel mese di dicembre 2017, X.com reindirizzava i visitatori al sito di The Boring Company, un'altra compagnia di Musk, così da pubblicizzare la nuova impresa.
Il 4 ottobre 2022, Elon Musk ha descritto la sua acquisizione di Twitter come "un acceleratore per la creazione di X, l'app per tutto". Questo è stato collegato a x.com . Il 22 luglio 2023, Elon Musk ha rivelato il rebranding del noto servizio di social network Twitter come X e l'introduzione di una piattaforma di social media chiamata X.com, e ha ridirezionato X.com a Twitter.com. L'account Twitter di Elon Musk, così come l'immagine del profilo dell'account ufficiale @Twitter e altri account ufficiali di proprietà di Twitter sono stati aggiornati con il nuovo logo X. I dettagli specifici del rebranding non sono stati resi noti.